# Gouache
Gouache (Гуа́ш) — український поп-рок гурт, заснований у 2006 році композитором та аранжувальником Іваном Розіним та Дмитром Сехном.

## Склад
- Іван Розін — вокал, гітара
- Максим Смоголь — гітара, бек-вокал
- Тарас Феник — клавішні
- Андрій Ковальчук — барабани, бек-вокал
- Єгор Гавриленко — бас-гітара

## Колишні учасники
- Олександр Філоненко — гітара (до 2008 року)
- Дмитро Сехно — бас-гітара (до 2008 року)
- Олег Тарасенко - бас-гітара (до 2011 року)

## Історія
Датою заснування Gouache вважається 15 квітня 2006 року — день першої репетиції колективу. У першому складі гурту разом з Іваном Розіним грали Дмитро Сехно (бас), Олександр Філоненко (гітара), Андрій Ковальчук (барабани), Тарас Феник (клавішні).
Іван Розін: «GOUACHE — це художній матеріал. Саме цією назвою, на наш погляд, здалося правильним відображувати пластичність і гнучкість колективу. Ми — матеріал для вашого уявлення… Цей простір зроблено для вас — творіть самі, ми лише збираємось збуджувати вашу фантазію»
Лідер Gouache, Іван Розін, народився в Харкові. Здобув акторську освіту. Деякий час працював в Донецькому музично-драматичному театрі. Потім — в Київському театрі драми та комедії. Після — в Театрі російської драми імені Лесі Українки.
У 2004 році Іван Розін зіграв одну з головних ролей у фільмі «Братство» українського режисера Станіслава Клименка. По закінченню зйомок вирішив змінити професію актора на кар'єру музиканта. За думкою Розіна, вузька спеціальність обмежувала його творчі можливості.
До гурту Gouache Іван Розін писав музику до рекламних роликів (Djuice, Jeans, MTC, Honda, Київстар, Life). Дублював ролі в голівудських блокбастерах («Мулен Руж!», «Бі Муві», «Шрек III», «Сімпсони у кіно», «101 далматинець»). Доводив до пуття пісні декількох зірок української естради на зразок Наталії Могилевської та Світлани Лободи.
Творчість гурту GOUACHE — це так званий advanced pop. Інтернаціональна музика, яка існує в актуальному сучасному поп-контексті: від Mika і Scissor Sisters, через R'n'B к рок-н-ролу на зразок The Killers і Franz Ferdinand.

### 2006
На початку вересня 2006 року група GOUACHE уклала контракт з Віталієм Климовим — продюсером, що зробив одні з найкращих українських груп 90-х і 2000-х — «Табула Раса» і «Океан Ельзи». GOUACHE стали артистами компанії «Укрмузпром», підготували концертну програму і на студії Віталія Телезіна (Відомий український саунд-продюсер, співпрацював з «Океаном Ельзи», Земфірою, «ВВ», Ламою) «211» почали роботу над дебютним альбомом, велика частина пісень якого планувалася англомовною.
Іван Розін: «Чому я співаю англійською? У дитинстві я, в основному, слухав західну музику. Коли почав писати пісні, використовував фонеми, ідентичні англійським, — через це проходили багато українських артистів.»
У цьому ж році GOUACHE зняли перший кліп на пісню «Love Song». Режисери кліпу — брати Стеколенки. Оператор — Ярослав Пілунський. Два знімальні дні, 35-міліметрова плівка, декілька локацій, багато красивих дівчат, британський імідж учасників гурту — кліп вийшов стислим в три з половиною хвилини комерційним артхаусним кіно.
Пісня «Love Song» майже рік крутилась в ефірах українських радіостанцій і телеканалів. Слухачі і глядачі не вірили, що композицію виконує українська група. Ця концепція GOUACHE виявилась не штучною — музиканти вирішили не потурати вітчизняним подвійним стандартам, а сповідати філософію у дусі «global people»: якщо це зроблено добре, не важливо, в якій країні і на якій мові.

### 2007
На початку 2007 року демо-версії майже всіх пісень альбому, що готувався, потрапили в інтернет. Ні якість запису, ні спосіб поширення, ясна річ, музикантів не влаштовували. Компанія «Укрмузпром» вирішила знайти джерело витоку. Врешті-решт пірат був виявлений — їм виявилася одна з наближених фанаток групи. Рухали нею, за словами дівчини, виключно пропагандистські мотиви.
Весною цього року вперше спрацювала заявлена інтернаціональність GOUACHE. Музиканти отримали запрошення виступити на вечірці гостей телеканалу «Інтер», під час телеринку MIPCOM в Каннах.
Влітку 2007 року група GOUACHE зняла кліп на свій хіт «Feel It». Зйомки проходили на стадіоні національного спортивного комплексу «Олімпійський». Режисером відео став відомий український кліпмейкер Євген Тімохін. Через організаційні непорозуміння перший день зйомок був зірваний, а наступного довелося чекати місяць. Знімали до глибокої ночі. При проявці виявилось, що всі сцени, зняті вночі, — браковані. Робота над кліпом розтягнулася ще на місяць і в результаті гурт вирішив перенести презентацію відео на наступний рік.
У липні 2007 гурт дав перший повноцінний сольний концерт. Він відбувся в київському клубі Forsage.
Під новий рік GOUACHE запустили до радіоротації пісню «Words». Переспівка сінтіпоп-хіта 80-х француза F. R. David в інтерпретації гурту перетворився на стовідсоткову новорічну пісню. Кліп — автентичним новорічним телешоу 80-х. Одним з реквізитів, під час зйомок стала рарітетна камера, вагою в 400 кілограм. 27 грудня GOUACHE презентували пісню в київському «Палаці Спорту» на шоу «Дискотека 80-х». У новорічну ніч це шоу транслювалося на каналі ICTV.

### 2008
У лютому 2009 року відомий режисер Віктор Придувалов зняв відео на нову пісню «C'est La Vie». Назва і основний рефрен пісні звучать французькою, але весь основний текст написаний Іваном Розіним українською мовою.
Основа сюжету кліпу: відобразити життя таким, яким воно є, з швидкоплинністю відчуттів, які люди прагнуть утримати хоч деякий час. Разом з музикантами на знімальному майданчику працювала колишня колега Івана Розіна, акторка театру російської драми імені Лесі Українки Ольга Алексій.
«C'est La Vie» стала першою неангломовною композицією гурту. Цією піснею GOUACHE продемонстрували, що в концепції колективу не закладена абсолютна орієнтація на захід. На хвилях успіху цієї пісні Іван Розін зробив на неї ремікс. Трек «C'est La Vie» («C'est La Vie (Rozin Mix)») потрапив в ротації танцювальних радіостанцій України.
Вже на початку 2008 року в колективі назрів конфлікт між бас-гітаристом Дмитром Сехном та іншими учасниками групи. Апофеозом конфлікту стала витівка Дмитра на церемонії вручення премії найкрасивішим людям України, влаштованої журналом Viva!. Під час виступу Дмитро Сехно просто перестав грати. Пізніше причину демаршу він пояснити не зміг. Після серії кастингів, новим бас-гітаристом групи став Олег Тарасенко — художник, у минулому музикант білоцерківського колективу «Мурени». В середині травня гурт залишив ще один учасник — гітарист Олександр Філоненко, який вирішив організувати власний проект. Його місце зайняв звукорежисер однієї столичної студії продакшена Максим Смоголь.
У цьому ж році група GOUACHE зняла черговий кліп. Відео на пісню «Simple Me» зробив Алан Бадоєв. Композиція була екранізована в антуражі київського спального району Вигурівщина-Троєщина. На сценарій Бадоєв витратив лише одну годину.
22 жовтня в київському кінотеатрі «Жовтень» група презентувала два кліпи: «Simple Me» і «Feel It».

### 2009
На початку 2009 року GOUACHE запустили в ефір танцювальну версію пісні «Words»(2009 RMX). А на початку березня в плей-листах українських радіостанцій з'явилася пісня «7 Секунд». Через пару місяців на цю пісню колектив зняв відео. Режисером кліпу став продюсер групи — Віталій Климов. Відео на «7 Секунд» знімалося за допомогою фотоапарата, переведеного в режим «відео».
У червні 2009 гурт GOUACHE випустив дебютний альбом «Simple Me». Платівку взявся видавати український лейбл Lavina Music за ліцензією компанії «Укрмузпром». Диск «Simple Me» з'явився в делюксовій версії (CD плюс DVD). На ньому 13 пісень альбому, 4 бонус-треки: «Love Song», «Words», дві версії пісні «C'est La Vie» — інструментальна версія та ремікс Івана Розіна. Також — п'ять реміксів від українських електронщиків, всі кліпи, відеорепортажі з концертних майданчиків, інтерв'ю з учасниками GOUACHE.
Влітку GOUACHE стали хедлайнерами фестивалю «Фортеця» (щорічний український поп-рок фестиваль з відвідуваністю в декілька десятків тисяч чоловік). 
Відомо, що наступний альбом групи GOUACHE, матеріал для якого вже частково відібраний, буде повністю україномовним. Англомовну творчість GOUACHE мають намір просувати за допомогою своїх агентів в Західній Європі.

### 2010
У лютому гурт встановив "своєрідний" рекорд. З появою пісні «Tomorrow» в ефірах вітчизняних радіостанцій GOUACHE став артистом, який "тримав" в українських радіочартах найбільшу кількість синглів з одного альбому (всього в Top 40 їх було сім). До цього рекорд належав Ріанні (6 пісень з одної платівки).В цілому, за інформацією ФДР, пісні GOUACHE знаходились у вітчизняних радіоефірах 102 тижня (майже два роки). Серед них, окрім «Tomorrow», — «7 Секунд», «Simple Me», «C’ect La Vie», «Words», «Feel It» та «Love Song».
Також, на початку березня режисер Віктор Придувалов завершив працю над черговим відео гурту. Кліп на пісню «Tomorrow» знімали наживо — під час виступу GOUACHE на одному з джем-сейшенів Дизеля (Green Grey) у столичному клубі «Патіпа».
В квітні гурт GOUACHE святкує свій 4-й день народження. В святковому концерті також взяли участь Лама, НеАнгели, Гайтана та інші, заспівавши пісні в дуеті з іменинниками. Одночасно з святкуванням проходять запис звуку та зйомки чотирма фотоапаратами відео, вихід якого планується спеціальним виданням.

### 2011
В березні GOUACHE залишив бас-гітарист - Олег Тарасенко, місце якого займає Єгор Гавриленко. 
Водночас розпочинається запис пісні "Тільки любов зупинить час" - третьої україномовної роботи гурту GOUACHE, що майже відразу стає лідером чартів.
2 квітня, напередодні 5-ї річниці свого існування, GOUACHE відзняв відеокліп на перший сингл «Тільки Любов Зупинить Час» зі свого нового (другого за рахунком) альбому. Зйомки нової музичної відео роботи проходили у Грузії, а саме в Тбілісі. У роботі над відео було застосовано досить рідкісну для зйомок вітчизняних музичних відео техніку – спеціальний робот-кран (motion control), який, як з'ясувалось, зроблений грузинськими «кулібіними» з пристрою, призначеного насправді для створення автомобілів. Специфіка його роботи полягає в тому, що обрану траєкторію руху цей пристрій при зйомках кожного дубля повторює з точністю до мікрона, що дозволяє досягти в сюжеті ефекту того, що все відбувається одним кадром протягом всього відео.  
В листопаді Іван Розін та інші популярні українські артисти вшанували пам'ять лідера групи Queen - Фредді Мерк'юрі, виконавши відомі хіти англійської рок-групи. Виступ проходив наживо, у супроводі оркестру.

## Дискографія
- Simple Me (2009) — Укрмузпром, Lavina Music

## Відеокліпи
- Love Song (2006). Режисери — Олександр та Ігор Стеколенки.
- Words (2007). Режисери — Олександр та Ігор Стеколенки.
- Feel It (2008). Режисер — Євген Тимохін.
- C'est La Vie (2008). Режисер — Віктор Придувалов.
- Simple Me (2008). Режисер — Алан Бадоєв.
- Words 2009 RMX (2009). Режисери — Олександр та Ігор Стеколенки, Олександр Швець.
- 7 Секунд (2009). Режисер — Віталій Климов.
- C'est La Vie (Rozin Mix) (2009). Режисер — Віктор Придувалов.
- Tomorrow (Live) (2010). Режисер — Віктор Придувалов.
- Тільки Любов Зупинить Час (2011). Режисер — Максим Ксьонда.
- Глубоководные (2012).